# Факундо Гонсалес
Факундо Гонсалес Моліно (ісп. Facundo González Molino; нар. 6 липня 2003, Монтевідео) — уругвайський футболіст, захисник італійського клубу «Ювентус».

## Клубна кар'єра
Вихованець іспанських клубів «Еспаньйол» та «Валенсія». З 2020 року грав за резервну команду «Валенсія Месталья», але за паршу команду так і не дебютував.
8 серпня 2023 року підписав трирічну угоду з італійським «Ювентусом», але вже за кілька тижнів, 23 серпня, на правах оренди приєднався до «Сампдорії» з Серії B.

## Міжнародна кар'єра
У 2023 році у складі молодіжної збірної Уругваю Гонсалес взяв участь у молодіжному чемпіонаті Південної Америки у Колумбії. На турнірі він зіграв у 7 матчах і у грі проти Колумбії (1:0) забив гол, допомігши здобути срібні нагороди турніру.
У тому ж році Гонсалес став переможцем молодіжного чемпіонату світу в Аргентині. На турнірі він зіграв у всіх семи матчах.

## Досягнення
- Переможець молодіжного чемпіонату світу: 2023